# Grivac
Grivac je naselje u slovenskoj Općini Kostelu. Grivac se nalazi u pokrajini Dolenjskoj i statističkoj regiji Jugoistočnoj Sloveniji. 

## Stanovništvo
Prema popisu stanovništva iz 2002. godine naselje je imalo 23 stanovnika.